# Мадона дел Кампо (Павија)
Мадона дел Кампо је насеље у Италији у округу Павија, региону Ломбардија.
Према процени из 2011. у насељу је живело 176 становника. Насеље се налази на надморској висини од 111 м.